# Mexcala nigrocyanea
Mexcala nigrocyanea är en spindelart som först beskrevs av Simon 1886.  Mexcala nigrocyanea ingår i släktet Mexcala och familjen hoppspindlar. Inga underarter finns listade i Catalogue of Life.